# Vaccine Safety Net
Het Vaccine Safety Net (VSN) is een wereldwijd netwerk van websites die het publiek willen helpen de kwaliteit van online-informatie over de veiligheid van vaccins te beoordelen. Het VSN werd in 2003 opgericht door de Wereldgezondheidsorganisatie (WHO), die eerder ook het onafhankelijke Global Advisory Committee on Vaccine Safety (GACVS) in het leven had geroepen, vanuit de bezorgdheid in kringen van volksgezondheid over de verspreiding van potentieel schadelijke gezondheidsinformatie via het web. 
Het VSN beoordeelt websites met behulp van de door GACVS gedefinieerde criteria voor geloofwaardigheid en inhoud, en levert toegankelijke en up-to-date informatie. Anno 2020 heeft het initiatief 89 sites voor leden in 40 landen en 35 talen. Vooraleer opgenomen te worden in de lijst, wordt elke website beoordeeld op geloofwaardigheid, toegankelijkheid, inhoud en ontwerp. In een peer-reviewed onderzoek van 26 websites die in 2008 door VSN werden genoemd, werd gewezen op "de transparantie van de financiering en de taakverdeling, de afwezigheid van banden met de farmaceutische industrie, gebruiksvriendelijk webdesign, de wetenschappelijke kwaliteit en constante bijwerking van de inhoud" van de beoordeelde sites.
Sommige aangesloten websites verwijzen naar hun opname in de VSN-lijst als een soort kwaliteitscertificering. 

## Leden van het VSN
Bij het VSN zijn wereldwijd een aantal beroepsorganisaties van zorgverstrekkers aangesloten, al dan niet verbonden met informatieve websites. Daarvan telde in oktober 2020 het VSN 94 aangesloten sites in 41 landen en 35 talen.

## Global Advisory Committee on Vaccine Safety
Een van de leden van het VSN is het Global Advisory Committee on Vaccine Safety. Dit comité van experts werd in 1999 opgericht om snel en op wetenschappelijk onderbouwde manier en op internationaal niveau te reageren op informatie over de veiligheid van vaccins. De Commissie adviseert de WHO met het oog op de uitvoering van nationale vaccinatieprogramma’s.

### Nederlandstalige VSN-sites
- gezondheidenwetenschap.be
- rijksvaccinatieprogramma.nl
- vaccination-info.eu